# Michael Gogl
Michael Gogl (* 4. November 1993 in Gmunden) ist ein österreichischer Radrennfahrer.

## Karriere
2012 wurde Michael Gogl Mitglied des UCI Continental Teams RC ARBÖ Gourmetfein Wels. 2014 gewann er eine Etappe des Grand Prix Sotschi und 2015 das kroatische Eintagesrennen Grand Prix Laguna Porec. Als Mitglied der österreichischen Nationalmannschaft bestritt er 2014 den U23-Nationencup-Wettbewerb Tour de l’Avenir.
Zur Saison 2016 erhielt Gogl einen Vertrag bei dem russischen UCI WorldTeam Tinkoff, für das er bereits im Herbst 2015 als Stagiaire fuhr. Er bestritt mit der Vuelta a España 2016 seine erste Grand Tour, die er als 68. beendete. Anschließend wurde er Gesamtvierter der Dänemark-Rundfahrt 2016.
Nach einem Jahr wechselte Gogl zum US-amerikanischen Team Trek-Segafredo. Er belegte Rang acht im UCI-WorldTour-Rennen Amstel Gold Race 2017 und wurde Fünfter in der Gesamtwertung der Tour des Fjords 2018. Im Jahr 2019 wurde er österreichischer Vizemeister im Straßenrennen.
2020 schloss sich Gogl dem südafrikanischen NTT Pro Cycling Team an. Für die Saisons 2022 und 2023 unterschrieb Gogl einen Vertrag beim belgischen Team Alpecin-Fenix.
Auf der 5. Etappe der Tour de France 2022 stürzte Gogl, nachdem der vor ihm fahrende Daniel Oss mit einem Zuschauer kollidierte. Gogl erlitt einen Bruch des Beckens sowie des Schlüsselbeins und musste das Rennen aufgeben.

## Erfolge
2014
- eine Etappe Grand Prix Sotschi

2015
- Grand Prix Laguna Porec

2016
- Österreichische Staatsmeisterschaft – Straßenrennen

2018
- Nachwuchswertung Tour du Poitou-Charentes

2019
- Österreichische Staatsmeisterschaft – Straßenrennen

## Grand-Tour-Platzierungen
| Grand Tour            | 2016 | 2017 | 2018 | 2019 | 2020 | 2021 | 2022 | 2023 | 2024 |
| --------------------- | ---- | ---- | ---- | ---- | ---- | ---- | ---- | ---- | ---- |
| Giro d’ItaliaGiro     | –    | –    | –    | 97   | –    | –    | –    | –    | –    |
| Tour de FranceTour    | –    | 146  | 113  | –    | DNF  | DNF  | DNF  | 133  | –    |
| Vuelta a EspañaVuelta | 68   | –    | –    | –    | –    | –    | –    | –    | –    |